# سارنینو (استان دوبریچ)
سارنینو (به بلغاری: Sarnino) یک منطقهٔ مسکونی در بلغارستان است که در شهرستان جنرال توشوو واقع شده‌است.

استان دار و فرماندار : اصغر شاپوروف ( استان دار ) میلاد جنوروف ( فرماندار )